# 奧林匹克百週年體育場
奧林匹克百周年體育場（英文：Centennial Olympic Stadium）位於美國喬治亞州亞特蘭大，是1996年夏季奧林匹克運動會及1996年夏季残奥会的主場館，設有85000個觀眾席。場館於1993年動工，並於1996年7月完成及迎接奧運會開幕儀式。

## 歷史
在1996年夏季奧林匹克運動會進行期間，場館見證了加拿大運動員多諾萬·貝利以9.84秒刷新男子100米短跑記錄；美國運動員米高·約翰遜奪得男子200米及400米金牌，並突破前者的世界記錄；以及法國運動員玛丽-若泽·佩雷克奪得女子200米及400米的雙料冠軍。同時，美國運動員卡爾·劉易斯在跳遠項目連續四屆奪金，成為繼阿爾弗雷德·奥特後連續四屆奧運會獲得同一項目金牌的運動員。
場館於1996年殘奧會結束後拆卸重建，作為國家聯盟棒球隊亞特蘭大勇士的新主場，並易名為透納球場（Turner Field），而場館原有的西南翼乃棒球場內野及座位的預建設計，而北面的半個場館及田徑跑道則被拆卸，座位亦減至49000席。整個重建工程於1997年完成。

## 外部連結
- Interactive diagram at Clem's Baseball site showing both Olympic and Braves configurations （页面存档备份，存于）

33°44′08″N 84°23′22″W / 33.73556°N 84.38944°W